# Saint-Santin-de-Maurs
Saint-Santin-de-Maurs ist eine französische Gemeinde mit 365 Einwohnern (Stand: 1. Januar 2022) im Département Cantal in der Region Auvergne-Rhône-Alpes. Sie gehört zum Arrondissement Aurillac und zum Kanton Maurs. Die Einwohner werden Saint-Santinois genannt.

## Lage
Saint-Santin-de-Maurs liegt im Zentralmassiv, etwa 34 Kilometer südwestlich von Aurillac. Umgeben wird Saint-Santin-de-Maurs von den Nachbargemeinden Le Trioulou im Norden, Saint-Constant-Fournoulès im Norden und Nordosten, Saint-Santin im Südosten und Süden, Montmurat im Süden, Montredon im Südwesten sowie Bagnac-sur-Célé im Westen und Nordwesten.

## Bevölkerungsentwicklung
| Jahr                       | 1962 | 1968 | 1975 | 1982 | 1990 | 1999 | 2006 | 2011 | 2019 |
| Einwohner                  | 426  | 382  | 401  | 407  | 397  | 340  | 337  | 377  | 359  |
| Quellen: Cassini und INSEE |      |      |      |      |      |      |      |      |      |

## Sehenswürdigkeiten

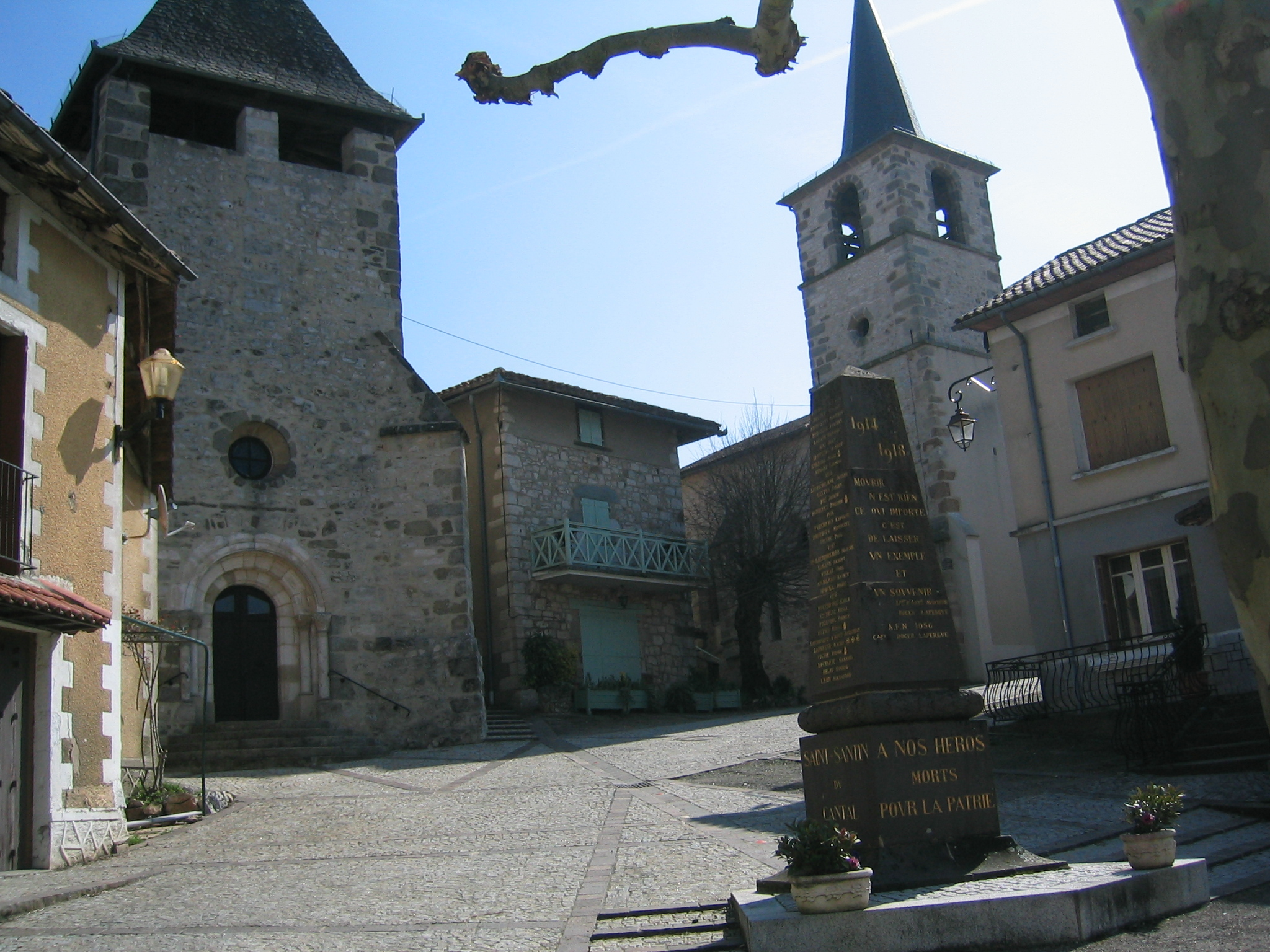
Kirche Notre-Dame

- Kirche Notre-Dame